# Batchoy
Batchoy, descrito en español filipino como Bachoy, es una sopa de fideos hecha con vísceras de cerdo, chicharrones de cerdo triturados, caldo de pollo, lomo de res y fideos redondos. Sus orígenes se remontan al distrito de La Paz, ciudad de Iloilo en Filipinas, por lo que a menudo se le conoce como «La Paz Batchoy».

## Origen
El verdadero origen de Batchoy no es concluyente. Las cuentas documentadas incluyen lo siguiente:
- Ted's Oldtimer Lapaz Batchoy es la cadena Batchoy de La Paz más grande de Filipinas con más de 20 puntos de venta en todo el país.
- Inggo's Batchoy abrió su puesto de Batchoy en 1922 y se rumorea que es la primera tienda real de batchoy en La Paz, ciudad de Iloilo, 16 años antes que Deco's La Paz Batchoy Shop, que abrió en 1938
- El plato fue inventado por Federico Guilergan Sr. en 1938 en Iloilo.[3] Su receta requería una mezcla de caldo, fideos, carne de res y cerdo. Posteriormente, la sopa evolucionó hasta su forma actual, que se ha convertido en el plato más popular de la ciudad de Iloilo. Federico Guillergan, Jr., el hijo del inventor de la sopa, afirma que su padre al principio llamó en broma "murciélagos" al plato cuando le preguntaron su nombre. Más tarde, añadió "choy", del plato de verduras chop suey.[4]
- Ted's Oldtimer Lapaz Batchoy de Teodorico "Ted" Lepura abrió su primera tienda de lotes en el Mercado Público de La Paz en 1945. Dirigida por Lepura, su esposa y sus hijos, la tienda vendía el original batchoy de La Paz en ese momento a un precio de 20 centavos por cuenco. En la década de 1930, cuando era adolescente, Lepura aprendió los conceptos básicos para preparar el batchoy de La Paz mientras trabajaba para un comerciante chino y, finalmente, inventó su propia versión del plato.[1]
- Otras fuentes afirman que el plato se originó en la comunidad china de La Paz,[1][5] ya que la etimología del nombre "Batchoy" probablemente proviene del término chino Hokkien (chino: 肉水; Pe̍h-ōe-jī: Bah -chúi), que significa sopa de carne.

## Preparación
Los ingredientes incluyen menudencias de cerdo (hígado, bazo, riñones y corazón), chicharrones triturados, lomo de res, caldo de camarones y fideos redondos de huevo o miki.
El aceite se calienta en una olla sopera. Los órganos de cerdo, los camarones, el pollo y la carne de res se saltean durante aproximadamente un minuto. Luego se agrega la salsa de soya. Luego se agregan los camarones y se dejan hervir a fuego lento durante unos minutos. Luego, este caldo se agrega a un tazón de fideos y se cubre con puerros, chicharrones de cerdo y, a veces, se rompe un huevo crudo encima.

## Consumo
La mayoría de los filipinos comen la sopa con cuchara y tenedor. La sopa generalmente se consume primero, el caldo líquido completa la comida. Se anima a los comensales a pedir una segunda, tercera o incluso una cuarta ración de kaldo (Hiligaynon, "caldo").